# کشتی در المپیک تابستانی ۲۰۰۴
کشتی در بازی‌های المپیک تابستانی ۲۰۰۴ نام رویداد ورزش کشتی در بازی‌های المپیک تابستانی بود که در سال ۲۰۰۴ برگزار شد.

## مدال‌آوران

### آزاد مردان
| رویداد      | طلا                                 | نقره                              | برنز                     |
| ۵۵ کیلوگرم  | ماولت باتیروف · روسیه               | استفان آباس · ایالات متحده آمریکا | چیکارا تانابه · ژاپن     |
| ۶۰ کیلوگرم  | یاندرو کوینتانا · کوبا              | مسعود مصطفی جوکار · ایران         | کنجی اینوئه · ژاپن       |
| ۶۶ کیلوگرم  | البروس تدیف · اوکراین               | جمیل کلی · ایالات متحده آمریکا    | ماخاچ مرتضی علیف · روسیه |
| ۷۴ کیلوگرم  | بووایسار سایتیف · روسیه             | گنادی لالیف · قزاقستان            | ایوان فوندورا · کوبا     |
| ۸۴ کیلوگرم  | کائل ساندرسون · ایالات متحده آمریکا | مون اویی-جائه · کره جنوبی         | ساژید ساژیدوف · روسیه    |
| ۹۶ کیلوگرم  | حاجی‌مراد گاتسالوف · روسیه           | محمد ایبراگیموف · ازبکستان        | علیرضا حیدری · ایران     |
| ۱۲۰ کیلوگرم | آرتور تایمازوف · ازبکستان           | علیرضا رضایی · ایران              | آیدین پولاتچی · ترکیه    |

### فرنگی مردان
| رویداد      | طلا                              | نقره                         | برنز                               |
| ۵۵ کیلوگرم  | ایشتوان مایوروش · مجارستان       | گیدار نامدالیف · روسیه       | آرتیوم کیورغیان · یونان            |
| ۶۰ کیلوگرم  | جونگ جی-هیون · کره جنوبی         | روبرتو مونزون · کوبا         | آرمن نازاریان · بلغارستان          |
| ۶۶ کیلوگرم  | فرید منصوروف · جمهوری آذربایجان  | شرف ارقلو · ترکیه            | مخیتار مانوکیان · قزاقستان         |
| ۷۴ کیلوگرم  | الکساندر دوکتوریشویلی · ازبکستان | مارکو اولی-هانوکسلا · فنلاند | وارترس سامورغاشف · روسیه           |
| ۸۴ کیلوگرم  | الکسی مشین · روسیه               | آرا آبراهامیان · سوئد        | ویاچسلاو ماکارانکا · بلاروس        |
| ۹۶ کیلوگرم  | کرم ابراهیم جابر · مصر           | راماز نوزادزه · گرجستان      | محمد اوزل · ترکیه                  |
| ۱۲۰ کیلوگرم | حسن بارویف · روسیه               | گئورگی سورتسومیا · قزاقستان  | رولون گاردنر · ایالات متحده آمریکا |

### آزاد زنان
| رویداد     | طلا                    | نقره                            | برنز                                   |
| ۴۸ کیلوگرم | ایرینا مرلنی · اوکراین | چیهارو ایچو · ژاپن              | پاتریشیا میراندا · ایالات متحده آمریکا |
| ۵۵ کیلوگرم | سائوری یوشیدا · ژاپن   | تونیا وربیک · کانادا            | آنا گومیس · فرانسه                     |
| ۶۳ کیلوگرم | کائوری ایچو · ژاپن     | سارا مک‌من · ایالات متحده آمریکا | لیز لوگران · فرانسه                    |
| ۷۲ کیلوگرم | وانگ شو · چین          | گوزل مانیورووا · روسیه          | کیوکو هاماگوچی · ژاپن                  |

## جدول مدال‌ها
| رتبه  | کشور                      | طلا | نقره | برنز | مجموع |
| ۱     | روسیه (RUS)               | ۵   | ۲    | ۳    | ۱۰    |
| ۲     | ژاپن (JPN)                | ۲   | ۱    | ۳    | ۶     |
| ۳     | ازبکستان (UZB)            | ۲   | ۱    | ۰    | ۳     |
| ۴     | اوکراین (UKR)             | ۲   | ۰    | ۰    | ۲     |
| ۵     | ایالات متحده آمریکا (USA) | ۱   | ۳    | ۲    | ۶     |
| ۶     | کوبا (CUB)                | ۱   | ۱    | ۱    | ۳     |
| ۷     | کره جنوبی (KOR)           | ۱   | ۱    | ۰    | ۲     |
| ۸     | جمهوری آذربایجان (AZE)    | ۱   | ۰    | ۰    | ۱     |
| ۸     | چین (CHN)                 | ۱   | ۰    | ۰    | ۱     |
| ۸     | مصر (EGY)                 | ۱   | ۰    | ۰    | ۱     |
| ۸     | مجارستان (HUN)            | ۱   | ۰    | ۰    | ۱     |
| ۱۲    | ایران (IRI)               | ۰   | ۲    | ۱    | ۳     |
| ۱۲    | قزاقستان (KAZ)            | ۰   | ۲    | ۱    | ۳     |
| ۱۴    | ترکیه (TUR)               | ۰   | ۱    | ۲    | ۳     |
| ۱۵    | کانادا (CAN)              | ۰   | ۱    | ۰    | ۱     |
| ۱۵    | فنلاند (FIN)              | ۰   | ۱    | ۰    | ۱     |
| ۱۵    | گرجستان (GEO)             | ۰   | ۱    | ۰    | ۱     |
| ۱۵    | سوئد (SWE)                | ۰   | ۱    | ۰    | ۱     |
| ۱۹    | فرانسه (FRA)              | ۰   | ۰    | ۲    | ۲     |
| ۲۰    | بلاروس (BLR)              | ۰   | ۰    | ۱    | ۱     |
| ۲۰    | بلغارستان (BUL)           | ۰   | ۰    | ۱    | ۱     |
| ۲۰    | یونان (GRE)               | ۰   | ۰    | ۱    | ۱     |
| مجموع | مجموع                     | ۱۸  | ۱۸   | ۱۸   | ۵۴    |